# コマンド・エドガル・サンチェス
コマンド・エドガル・サンチェス (スペイン語: El Comando Edgar Sánchez) は、1996年12月17日にペルー・リマ市で在ペルー日本大使公邸占拠事件を起こした犯行グループの名称。左翼ゲリラ組織トゥパク・アマル革命運動 (MRTA) のメンバー14名で構成されていたが、彼ら全員が1997年4月22日に行われたペルー軍特殊部隊の武力突入（チャビン・デ・ワンタル作戦）によって死亡した。

## 概要
日本大使公邸の占拠に参加したのは14名のMRTAメンバーで、男性12名と女性2名から成っていた。彼らのうち30代以上なのは指導部（幹部）であるネストル・セルパ・カルトリニ、ロリ・ロハス・フェルナンデス、エドゥアルド・クルス・サンチェスの3名だけで、残りの被指導部（兵士）の大半は10代だった。指導部メンバーはリマやクスコなどの都市部の出身だが、被指導部メンバーのほとんどはペルー中部のセルバ（熱帯雨林地域）の出身。こういった指導部と被指導部の関係について、東アジア反日武装戦線の大道寺将司は「MRTAのゲリラに役割分担の違いがあるだけで階級差がなく、全員が方針決定の討議に参加していたら、あの敗北を招く判断の誤りを犯したでしょうか。仮に参加者全員の意志があのような事態を招いたのであれば、己む〔ママ〕を得なかったと思うことができるのですが」と感想を記している。

## メンバー
日本大使公邸占拠に参加したメンバーは次の通り。事件後、NN1からNN14まで識別のための符号が付された。うち1名は2015年現在もなお身元が特定されていない。
NN1 - アレハンドロ・ウアマニ・コントレラス
(Alejandro Huamaní Contreras)
NN2 - アドルフォ・トリゴソ・トレス
(Adolfo Trigoso Torres o Adolfo Trigozo Torres)
NN3 - ロリ・ロハス・フェルナンデス
(Roli Rojas Fernández)
ゲリラ名はアラベ (Árabe)。1962年8月24日生。リマ市サン・マルティン・デ・ポレス地区の労働者階級家庭に育ち、バス会社に運賃徴収人として就職した。1980年にサン・マルティン・デ・ポレス大学へ入学したが中退。在学中に学生運動へ参加し、1982年の創設時からMRTAのメンバーとなった。1986年に逮捕されるまでの間、リマ市内で起きた複数の爆弾事件に関与したとされる。1989年に懲役10年の判決を受けたが、1990年にミゲル・カストロ・カストロ刑務所から脱走。日本大使公邸占拠事件の際には犯行グループの中でセルパに次ぐ存在と目されていた。
NN4 - エドガル・ウアマニ・カブレラ
(Edgar Huamaní Cabrera)
NN5 - ビクトル・ルベル・ルイス・カセレス・タボアダ
(Víctor Luber Luis Cáceres Taboada)
NN6 - ネストル・フォルトゥナト・セルパ・カルトリニ
(Néstor Fortunato Cerpa Cartolini)
ゲリラ名はエバリスト (Evaristo)。1953年8月14日生。リマ市ラ・ビクトリア地区の中産階級家庭に育ち、高校卒業後は繊維大手のクロモテックス社に就職した。1978年12月、同社の労働組合書記だったセルパは工場の占拠に参加したが、1979年2月4日に警察が突入し労組指導者のエミヒディオ・ウエルタ (Hemigidio Huerta) を含む労働者6名と警官1名が死亡した（日本大使公邸占拠事件では、セルパは当初ウエルタを名乗っていた）。これ以降武装闘争に転じたセルパは、1980年代から1990年代にかけてMRTAが起こした多くの事件に関与したとされる。1990年代に幹部が相次いで拘束されMRTAが著しく弱体化する中で、セルパは軍事部門の幹部として武装闘争を推し進めた。妻のナンシー・ヒルボニオ・コンデ (Nancy Gilvonio Conde) もMRTA戦士で、日本大使公邸占拠事件当時はヤナマヨ刑務所に収監されており、2人の息子はセルパの母とともにフランスにいた。
NN7 - イバン・メサ・エスピリトゥ
(Iván Meza Espíritu)
ゲリラ名はピティン (Pitin) または ベベ (Bebe)。
NN8 - アルテミオ・シンガリ・ロスケ または アルテミオ・シンガリ・キンチョクレ
(Artemio Shingari Rosque o Artemio Shingari Quinchocre)
ゲリラ名はアレックス (Alex) または コネ (Coné)。
NN9 - ビクトル・サロモン・ペセロス・ペドラサ
(Víctor Salomón Peceros Pedraza)
NN10 - エルマ・ルス・メレンデス・クエバ
(Herma Luz Meléndez Cueva)
ゲリラ名はシンシア (Cynthia) または メリサ (Melissa)。
NN11 - ボスコ・オノラト・サラス・ウアマン
(Bosco Honorato Salas Huamán)
NN12 - ルス・ディナ・ビジョスラダ・ロドリゲス
(Luz Dina Villoslada Rodríguez)
ゲリラ名はシンシア (Cynthia) または グリンガ (Gringa)。
NN13 - 身元不明
(No identificado)
NN14 - エドゥアルド・ニコラス・クルス・サンチェス
(Eduardo Nicolás Cruz Sánchez)
ゲリラ名はティト (Tito)。